# NGC 3172
NGC 3172 في الفهرس العام الجديد، هي مجرة، تقع في كوكبة الدب الأصغر. اكتشفت في 4 أكتوبر 1831 بواسطة جون هيرشل.

## روابط خارجية
- NGC 3172 على موقع ويكي سكاي: DSS2, SDSS, GALEX, IRAS, Hydrogen α, X-Ray, Astrophoto, Sky Map, Articles and images